# Adactylotis numerata
Adactylotis numerata là một loài bướm đêm trong họ Geometridae.